# TRAP (八反安未果の曲)
TRAP（トラップ）は、日本の女性歌手・八反安未果の7枚目のシングル。

## 解説
- 2004年12月15日に発売。前作から3年半ぶりに発売されたシングルであり、ポニーキャニオンで発表された最後のシングルでもある。また、八反の作品としては唯一のコピーコントロールCDでもある。
- プロデュースは、4thシングル「CHECK MY SIGN」以降4作目となった葉山拓亮。それまでの作品とは異なり、本作は生音にこだわって制作された。
- 上半身セミヌードを披露したジャケットもマスメディアに取り上げられ話題となった[要出典]が、オリコン週間チャートにおいて100位圏外となった。

## 収録楽曲
作詞・作曲・編曲：葉山拓亮（全曲共通）
1. TRAP
2. 千のKiss
3. TRAP（Instrumental）
4. 千のKiss（Instrumental）

## 参加ミュージシャン
- 葉山拓亮（Synthesizer Programming&Keyboards） - #1、2
- 小倉博和（Guitars） - #1、2
- 笹本安詞（Bass） - #1
- 青山純（Drums） - #1
- 川村ゆみ（Chorus） - #1、2